# 0746
0746 è il prefisso telefonico del distretto di Rieti, appartenente al compartimento di Roma.
Il distretto comprende tutta l'alta Sabina e il Cicolano, ossia la parte orientale della provincia di Rieti. Confina con i distretti di Spoleto (0743) e di Ascoli Piceno (0736) a nord, di Teramo (0861) e dell'Aquila (0862) a est, di Avezzano (0863) a sud, di Poggio Mirteto (0765) e di Terni (0744) a ovest.

## Aree locali e comuni
Il distretto di Rieti comprende 28 comuni inclusi nelle aree locali di Amatrice (ex settori di Amatrice, Leonessa e Posta), Borgorose (ex settori di Borgorose e Petrella Salto) e Rieti (ex settori di Antrodoco e Rieti). I comuni compresi nel distretto sono: Accumoli, Amatrice, Antrodoco, Borbona, Borgo Velino, Borgorose, Cantalice, Castel Sant'Angelo, Cittaducale, Cittareale, Colli sul Velino, Configni, Contigliano, Cottanello, Fiamignano, Greccio, Labro, Leonessa, Micigliano, Montasola, Morro Reatino, Pescorocchiano, Petrella Salto, Poggio Bustone, Posta, Rieti, Rivodutri e Vacone .